# Liste der denkmalgeschützten Objekte in Luftenberg an der Donau
Die Liste der denkmalgeschützten Objekte in Luftenberg an der Donau enthält die 5 denkmalgeschützten, unbeweglichen Objekte in Luftenberg an der Donau.

## Denkmäler
| Foto |                 | Denkmal                                                                    | Standort                                 | Beschreibung | Metadaten |
| ---- | --------------- | -------------------------------------------------------------------------- | ---------------------------------------- | --- | --- |
| ja   | Datei hochladen | Stollenanlage „Bergkristall“ HERIS-ID: 112451 Objekt-ID: 130644seit 2016   | Standort KG: Luftenberg                  | Anmerkung: Die Stollenanlage hat ihren Eingang in der Gemeinde Sankt Georgen, erstreckt sich aber großteils unterhalb der Gemeinde Luftenberg. | BDA-Hist.: Q64032020 Status: Bescheid Stand der BDA-Liste: 2025-06-30 Name: Stollenanlage „Bergkristall“ GstNr.: 662/1, 662/2, 662/3, 663, 669/2, 2341/1, 251/4, 655/1, 251/3, 672/1, 249, 250, 251/1, 668/1, 671/2, 672/2, 669/1 B8 Bergkristall |
| ja   | Datei hochladen | Schloss Neu-Luftenberg, ehemaliger Meierhof HERIS-ID: 6111 Objekt-ID: 1986 | Am Luftenberg 1 Standort KG: Luftenberg  | Das Schloss besteht aus zwei gegenüberliegenden, langgestreckten Flügeln, die in der Mitte durch einen Quertrakt verbunden sind. Auf dem verbindenden Mitteltrakt befindet sich ein Torbau mit einem aufgesetzten Türmchen mit Zwiebelhelm, das nach einem Brand abgetragen wurde. Der Mitteltrakt bildet zwei Höfe, die jeweils mit einer Mauer abgeschlossen sind. | BDA-Hist.: Q1582146 Status: Bescheid Stand der BDA-Liste: 2025-06-30 Name: Schloss Neu-Luftenberg, ehemaliger Meierhof GstNr.: .2 Schloss Luftenberg                                                                                              |
| ja   | Datei hochladen | Burgruine Luftenberg HERIS-ID: 5862 Objekt-ID: 1736                        | Am Luftenberg 1a Standort KG: Luftenberg | Lediglich Reste der Ringmauer und einige gemauerte Teile der Hochburg sind vorhanden. Die Hochburg wurde etwas unterhalb des Plateaus mit den bronzezeitlichen Ringwällen auf einem 20×15 Meter großen, aus der Umgebung herausragenden Felsen errichtet und von einer viereckigen Ringmauer mit innenliegendem Wehrgang umschlossen.                                | BDA-Hist.: Q1013027 Status: Bescheid Stand der BDA-Liste: 2025-06-30 Name: Burgruine Luftenberg GstNr.: 1, 2 Burgruine Luftenberg |
| ja   | Datei hochladen | Ringwallanlage Luftenberg HERIS-ID: 40577 Objekt-ID: 40539                 | Luftenberg Standort KG: Luftenberg       | Auf der Kuppe des Luftenbergs wurde 1890 ein bronzezeitliches Depot gefunden. Die Höhenkuppe ist durch einen Plateaurundwall umfassend bewehrt. Der Ringwall trug an der Krone eine Palisade. | BDA-Hist.: Q2542632 Status: Bescheid Stand der BDA-Liste: 2025-06-30 Name: Ringwallanlage Luftenberg GstNr.: 14 |
| ja   | Datei hochladen | Johannes-Nepomuk-Kapelle HERIS-ID: 6118 Objekt-ID: 1993                    | WELLA-Straße 2 Standort KG: Luftenberg   | Wegkapelle an der Kreuzung Luftenbergstraße mit der WELLA-Straße mit der Jahreszahl 1758 und der Figur des hl. Johannes Nepomuk. | BDA-Hist.: Q37877323 Status: Bescheid Stand der BDA-Liste: 2025-06-30 Name: Johannes-Nepomuk-Kapelle GstNr.: 107/7 |